# 女体神社 (越谷市)
女体神社（にょたいじんじゃ）は、埼玉県越谷市の神社。

## 歴史
創建年代は不明である。ただ口伝によれば、草加市柿木町の柿木女体神社が長女、草加市弁天の篠葉厳島神社が次女、当社が三女とされ、筑波山の女体神社からそれぞれ分霊を勧請したのだという。柿木女体神社が長女とされたのは、柿木女体神社の別当寺が東漸院で、篠葉厳島神社の別当寺の東正寺（現・観正院）と当社の別当寺の智泉院が東漸院の末寺だったことによる。このことから当社の創建年は柿木女体神社よりも後であると推測される。
1871年（明治4年）、近代社格制度に基づく「村社」に列せられ、1908年（明治41年）の神社合祀により、周辺の2社が合祀された。

## 交通アクセス
- 越谷レイクタウン駅より徒歩18分。